# Vladimir Korenev
Vladimir Borissovitch Korenev (russe : Влади́мир Бори́сович Ко́ренев), né à Sébastopol le 20 juin 1940 et mort à Moscou le 2 janvier 2021, est un acteur et homme de théâtre russe.

## Biographie
Fils de Boris Léonidovitch Korenev (1913-1965), un contre-amiral soviétique, Vladimir Korenev naît le 20 juin 1940 à Sébastopol. Son enfance se passe à Izmaïl, plus tard, la famille déménage à Tallinn, où Vladimir développe un intérêt pour la littérature et le théâtre. Il fréquente le studio dramatique avec plusieurs futurs acteurs dont Larissa Loujina et Igor Iassoulovitch. Le studio est dirigé par l'acteur du théâtre dramatique russe Ivan Danilovitch Rossomakhine. 
Après ses études secondaires en 1957, Vladimir Korenev entre à l'Académie russe des arts du théâtre dans la classe de Grigori Konski et Olga Androvskaïa.
Il devient célèbre en 1962, lors de la sortie du film Le Tarzan des mers de Vladimir Tchebotariov (en) adapté du roman de science-fiction éponyme d'Alexandre Beliaïev (1927).
Diplômé en 1962, Vladimir Korenev rejoint la troupe du Théâtre dramatique Stanislavski de Moscou (aujourd'hui Électrothéâtre Stanislavski), où il est invité par Mikhaïl Yanchine, qui était alors le directeur du théâtre. Depuis, Vladimir Korenev est le principal artiste de la troupe, toute sa carrière s'y déroule.
Vladimir Korenev meurt le 2 janvier 2021 à Moscou, dans sa 81e année, des suites d'une infection à la Covid-19. Un hommage lui est rendu le 5 janvier 2021 à l'Électrothéâtre Stanislavski. L'acteur est inhumé le même jour aux côtés de ses parents au cimetière de la Présentation.

## Distribution
- 1964 : La Lumière d'une étoile lointaine (Свет далёкой звезды) : Victor

## Source
- (en) Cet article est partiellement ou en totalité issu de l’article de Wikipédia en anglais intitulé « Vladimir Korenev » (voir la liste des auteurs).